# Daleszewo
Daleszewo (deutsch Ferdinandstein) ist ein Dorf in der polnischen Woiwodschaft Westpommern. Es liegt südlich von Stettin in der Gmina Gryfino (Stadt- und Landgemeinde Greifenhagen). Der Ort hat etwa 1000 Einwohner.

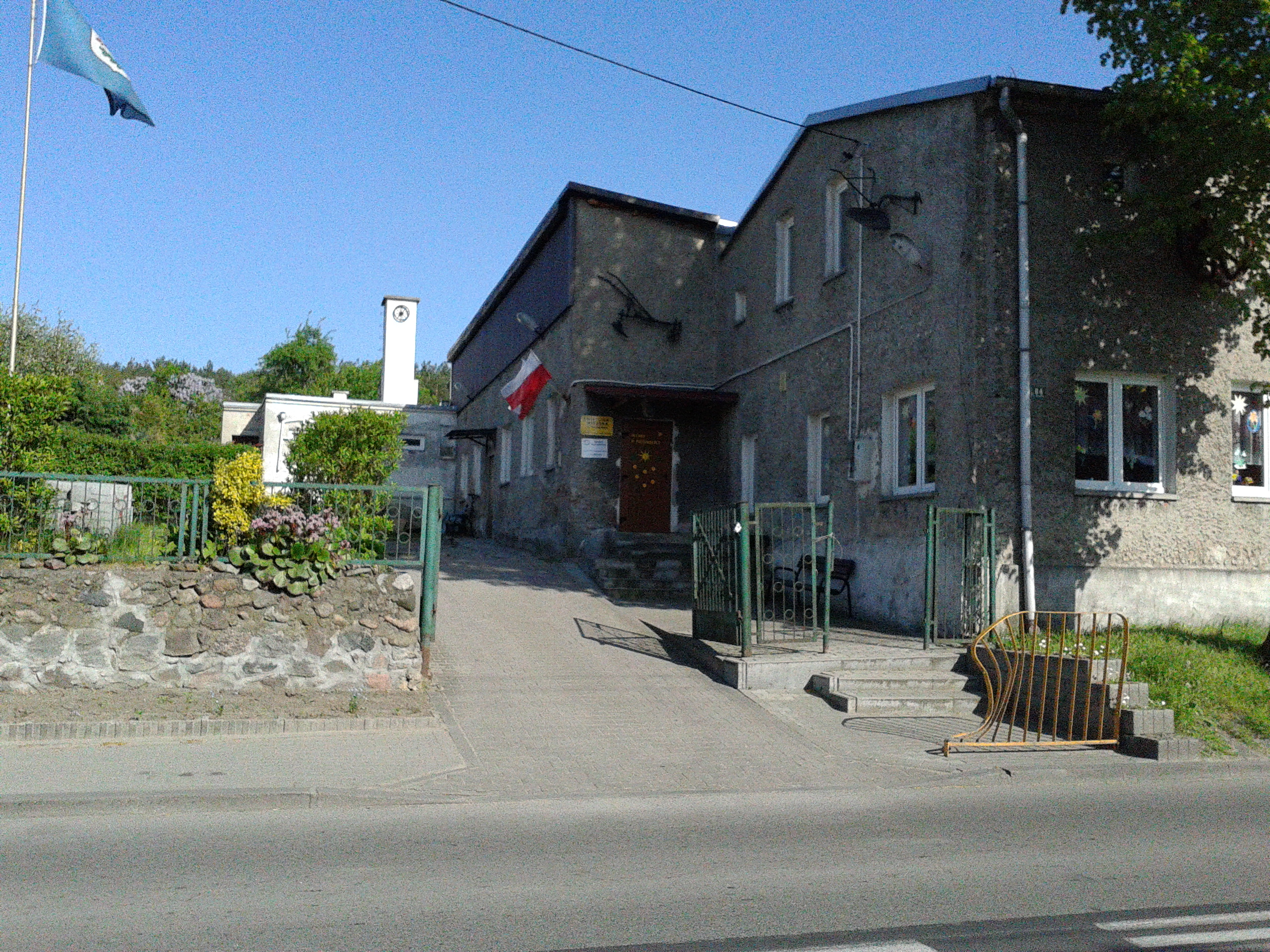
Kulturhaus (Aufnahme von 2014)

## Geographische Lage
Der Ort liegt in Hinterpommern am Ostufer der Oder, etwa 13 Kilometer südlich von Stettin. 
Nördlich der Ortschaft liegt Radziszewo (Retzowsfelde), südlich Nowe Brynki (Neu-Brünken). 

## Geschichte
1748 wurde auf Anordnung der preußischen Regierung das Erbzinsgut Ferdinandstein gegründet, benannt nach dem Prinzen Ferdinand von Preußen. Mit der Organisation der Gründung wurde der Amtmann Heino Andreas Graewe beauftragt. Für die Ausstattung an Grundfläche musste die Gemeinde Brünken den Eichwerder mit 67 Morgen, die Wendhöhe mit 300 Morgen, die Landbruchflächen mit 511 Morgen und das Breite Bruch zwischen den Oderarmen, zusammen rund 1331 Morgen, abgeben. Von der Stadt Greifenhagen kamen im Odertal 300 Morgen hinzu. 
Das zugehörige Vorwerk Eichwerder wurde vermutlich vom Stettiner Kaufmann Johann Gottlieb Ulrich gegründet. Separiert von Eichwerder entstand eine kleine Siedlung Friederikenhof, sie wurde aber bald wieder aufgegeben.
Bis 1945 bildete Ferdinandstein eine Gemeinde im Kreis Greifenhagen der preußischen Provinz Pommern des Deutschen Reichs. Zur Gemeinde gehörten neben Ferdinandstein die Wohnplätze Gut Eichwerder, Kolonie Bienenwerder und Kolonie Eichwerder. Die Ortschaft war dem Amtsbezirk Eichwerder zugeordnet.
Nach dem Zweiten Weltkrieg wurde der Ort, wie alle Gebiete Hinterpommerns mit Ausnahme militärischer Sperrgebiete, seitens der sowjetischen Besatzungsmacht der Volksrepublik Polen zur Verwaltung unterstellt. Es begann danach die Zuwanderung von Polen, die zum Teil aus dem von der Sowjetunion besetzten ehemaligen Ostpolen kamen. Das Dorf wurde in „Daleszewo“ umbenannt. In der Folgezeit wurde die einheimische Bevölkerung von der polnischen Administration aus dem Kreisgebiet vertrieben.

## Entwicklung der Einwohnerzahl
- 1925: 346 Einwohner[1]
- 1933: 606 Einwohner[1]
- 1939: 625 Einwohner[1]

## Verkehr
Durch den Ort verläuft die Straßenverbindung von Süden in Richtung Stettin, heute die Landesstraße 31. Der Bahnhof Daleszewo Gryfińskie liegt an der Bahnstrecke Wrocław–Szczecin.
Zur deutsch-polnischen Grenze im Westen sind es etwa 5 km und zur Europastraße 28 im Norden 1 km.